# 活着的士兵
《活着的士兵》（日语：生きてゐる兵隊（いきているへいたい））是日本记者石川达三的一部报告文学，以大屠杀期间在南京对侵华日军官兵面对面采访的记录为素材撰写而成。1945年12月初版。

## 概要
侵华日军攻占南京后，石川达三作为日本中央公论社的特派记者前往采访，抵达上海后乘火车于1938年1月5日进入南京。在南京，石川达三对参与南京大屠杀的侵华日军第16师团第33联队进行了8天的实地采访，以后又在上海对其他侵华日军部队进行了4天补充采访，依据采访内容于当年2月上旬撰写了这部报告文学。由于纪实性地描述了侵华日军的活动，在日本国内被认为是危害皇军威信的作品，没有被接受。《中央公论》1938年3月号刊载时虽然自主删除了描述日军对非武装平民和妇女的杀戮、以及侵华日军官兵在野蛮血腥的侵略战争中的心态等占原稿四分之一篇幅的敏感内容，日本内务部还是以“诋毁皇军、扰乱时局”为由在发行当天查禁了《中央公论》当期刊物。随后，作者、编辑和发行等三方被以涉嫌违犯新闻报刊法第41条（扰乱社会秩序）被公诉。石川达三受到监禁4个月缓刑3年的有罪判决。
1945年12月，河出书房（自由新书系列）出版了完整版的单行本。1999年7月，中央公论新社出版了修正版。石川达三在为1938年删节版写的前言中表示，“该文不是如实记录实际作战的经过，是作者尝试了相当程度的自由创作的作品。部队番号和官兵的姓名都是虚构的”。但是，在1945年初版自序中石川达三表示作品“呈现了战争的原滋原味”。书中有很多和成为原型的第16师团第33联队的作战进程及历史事实相一致的内容。
1945年5月9日，在接受日本读卖新闻采访时，石川达三说：“我是正月抵达南京的，没赶上入城仪式，堆积在街头的尸体触目惊心”。由于采访中详细描述了在大屠杀现场的所见所闻，采访报道发表之后，远东国际军事法庭的先行机构国际检查部（International Prosecution Section ）讯问了石川达三。石川达三在讯问中补充说“这本书裡，我把发生在南京的事情作为发生在其他战场的事情来记述”。
石川达三于1985年1月31日去世。曾任“百人斩”诉讼后援会会长、“要求中国抗日纪念馆撤除错误图片的国民会”现任会长的日本历史右翼文人阿羅健一，在2002年出版的《「南京事件」日本人48人的証言》（小学馆文库）一书中声称，他曾经在石川达三去世前三个月要求采访，虽然被石川达三以治疗为由拒绝了，但是石川达三曾经回应说：“我是在入城仪式两周后抵达南京的。大屠杀的迹象一丁半点儿都没看到。难以想象两三周内能够处理完数万具尸体。关于我对大屠杀的所谓证言是虚构的，我至今也不相信”。

## 书中人物
- 近藤

一等兵。医学学士。为治病救人的医学世界和生命轻易消失的战场的现实之间的差异而为难。在支塘镇“征用鲜肉”行动中奸杀中国女性。
- 笠原

下士。农家的次子，粗野而无知。擅长杀人而对战友情谊深厚，被称为“和部队最般配的士兵”。
- 平尾

一等兵。曾经在新闻社作校对工作。入伍以后，仿佛把本来具有的细腻感性收藏起来了一样，对中国人进行追杀劫掠中展现出了豪迈勇猛。
- 片山玄澄

随军僧侣。本来的职责应该是超度亡魂，参战以来已经习惯于一手持念珠，一手持用惯了的铁锹劈头杀人。在常熟一天杀死了5、6人。
- 中桥

翻译。血气方刚的青年，志愿成为了翻译。殴打试图阻止抢夺耕牛的老妇。
- 仓田

小队长、少尉。入伍前是小学教师，性格一丝不苟。自己早就记不清楚杀了多少中国人。杀人后，语调平缓地说：“好久没有如此心情愉快地工作过了”。
- 西泽

联队长、上校。从支塘镇、古里村、常熟、无锡、常州、丹阳、汤水镇至到南京，每占领一处，手下都向“猎狗追逐兔子一样搜寻女人”，所有粮秣都从占领区抢夺。

## 脚注
1. ↑  笠原十九司『南京事件論争史』平凡社新書